# Lin Zhengbin
Lin Zhengbin (chinois : 林正斌 ; pinyin : Lín Zhèngbīn ; né le 6 juillet 1957 et mort le 10 février 2020) était un médecin chinois et expert en transplantation d'organes à l'hôpital de Wuhan Tongji.

## Carrière
Lin Zhengbin est diplômé du Tongji Medical College en 1987, où il a obtenu un baccalauréat en médecine. Après ses études, il a commencé sa carrière à Wuhan Tongji Hospital (zh). Il travaille dans le domaine des transplantations d' organes pendant plus de 30 ans. Il était médecin en chef de l'Institut de transplantation d'organes de l'hôpital de Tongj. Il a pris sa retraite en juillet 2017, mais a été réembauché par l'hôpital de Wuhan Tongji.

## Décès
Pendant la pandémie de Covid-19 en Chine, Lin Zhengbin a été infecté par le coronavirus 2 du syndrome respiratoire aigu sévère. Il est décédé le 10 février 2020 en raison de complications causées par la maladie,.